# Physalis heterophylla
Physalis heterophylla là loài thực vật có hoa trong họ Cà. Loài này được Nees miêu tả khoa học đầu tiên năm 1831.